# Dorsal (métro de Santiago)
Dorsal est une station de la Ligne 2 du métro de Santiago, dans la commune de Recoleta.

## Histoire
La station est ouverte depuis 2006. Son nom vient de l'avenue Dorsal, dont le croisement avec l'avenue Recoleta est situé juste au-dessus de la station.